# سيرجيو فارغاس
سيرجيو فارغاس (بالإسبانية: Sergio Vargas Buscalia)‏ (17 أغسطس 1965 في الأرجنتين - ) هو لاعب كرة قدم تشيلي وأرجنتيني في مركز حراسة المرمى. شارك مع منتخب تشيلي لكرة القدم. أما مع النوادي، فقد لعب مع إنديبندينتي ونادي أونيفرسيداد دي تشيلي ونادي إيميلك ويونيون إسبانيولا وPSM Makassar ‏.

## وصلات خارجية
- سيرجيو فارغاس على موقع قاعدة بيانات كرة القدم.إي يو (الإنجليزية)
- سيرجيو فارغاس على موقع ناشيونال فوتبول تيمز (الإنجليزية)